# 蘇珊·道尼
蘇珊·尼科尔·道尼（英語：Susan Nicole Downey，1973年11月6日—，原名Susan Nicole Levin），美國電影製片人，猶太人。

## 生平
2009年2月前擔任製片公司Silver Pictures的執行副總，離職後與丈夫小勞勃·道尼更緊密地合作，她將兩人的密切合作關係稱為道尼團隊（Team Downey）。